# Meggen
Meggen (výslovnost ˈmɛkənˈ) je obec ležící v centrálním Švýcarsku v kantonu Luzern na severozápadním břehu Lucernského jezera. Na východě hraničí obec s kantonem Schwyz.
K 31. 12. 2009 zde žilo 6615 obyvatel.

## Historie
První dokumentované zmínky o obci pocházejí z roku 1160. Do roku 1496 spadal Meggen pod habsburské zemské panství. V roce 1653 se stal součástí města Lucernu. V roce 1798 byl opět součástí habsburského panství a od roku 1803 spadá pod kanton Lucern.

## Doprava
Meggen leží na železniční trati Lucern – Arth-Goldau a má vlastní nádraží. Kromě linky S3 lucernské S-Bahn zde zastavují rychlíky Interregio «Voralpen Express» (Luzern – Arth-Goldau – Rapperswil – St. Gallen – Romanshorn). Obcí prochází silnice Lucern – Küssnacht SZ.

## Zajímavosti
V obci byli registrováni 2 zajímaví daňoví rezidenti – miliardáři Marc Rich a Pincus Green, 2 z 22 švýcarských miliardářů (dle časopisu Forbes).